# Cochylidia moguntiana
Cochylidia moguntiana is een vlinder uit de familie bladrollers (Tortricidae). De wetenschappelijke naam is voor het eerst geldig gepubliceerd in 1864 door Rossler.
De soort komt voor in Europa.